# 中通り (小惑星)
中通り(22719 Nakadori)は、小惑星帯にある小惑星の1つ。仮符号1998 SH25。

## 概要
中通りは、ローウェル天文台のLONEOSによって1998年9月22日に発見された小惑星である。
名前は東日本大震災で大きな被害を受けた、福島県の中通りにちなんで命名された。名前は2012年5月9日に、他の11個と同時に発表された。この命名は、東日本大震災からの復興を願って、被害の大きかった被災地の地名を命名した。これは、同年5月16日から新潟市の朱鷺メッセで行われる国際会議「小惑星・彗星・流星2012」が、アジア初の開催となることにちなんで、日本にゆかりの深い命名が多数承認された事もきっかけとなっている。同会議の実行委員会で原案を作成し、命名提案権を持つローウェル天文台のエドワード・ボーエルと協議の結果、同時に12個の小惑星を命名し、国際天文学連合に承認された。
関連の深い地名である福島という名の小惑星はこの出来事とは直接関係無く既に命名されているが、この名称は福島県や福島市とは関係なく、人名に由来するものである。また、地方名である東北は、似たような経緯で命名された小惑星がある。